# Zamek w Veldenstein
Zamek w Veldenstein – gotycka budowla, znajdująca się w Neuhaus an der Pegnitz pośród wzgórz pomiędzy Szwajcarią Hersbrucką a Lasem Veldenstein.

## Źródła
- G. Ulrich Großmann: Neuhaus a.d. Pegnitz: Die Burg Veldenstein. In: Alfried Wieczorek: Ausflüge zu Archäologie, Geschichte und Kultur in Deutschland, Band 52: Nürnberg und Nürnberger Land – Ausflugsziele zwischen Pegnitz und Fränkischer Alb. Konrad Theiss Verlag, Stuttgart 2010, ISBN 978-3-8062-2368-2, S. 178–181.